# Municipio de Banner (condado de Tripp)
El municipio de Banner (en inglés: Banner Township) es un municipio ubicado en el condado de Tripp en el estado estadounidense de Dakota del Sur. En el año 2010 tenía una población de 17 habitantes y una densidad poblacional de 0,23 personas por km².

## Geografía
El municipio de Banner se encuentra ubicado en las coordenadas 43°27′58″N 99°56′58″O / 43.46611, -99.94944. Según la Oficina del Censo de los Estados Unidos, el municipio tiene una superficie total de 74.48 km², de la cual 74,45 km² corresponden a tierra firme y (0,04 %) 0,03 km² es agua.

## Demografía
Según el censo de 2010, había 17 personas residiendo en el municipio de Banner. La densidad de población era de 0,23 hab./km². De los 17 habitantes, el municipio de Banner estaba compuesto por el 100 % blancos. Del total de la población el 0 % eran hispanos o latinos de cualquier raza.